# Benet de Montpalau i Burguès
Gaspar Benet de Montpalau i Burguès (? - ? 1555). Noble pertanyent als Montpalau tarragonins, baró de Vallmoll. Cavaller i anteriorment donzell.
Casat amb Dionísia de Requesens, qui un cop mort el seu marit, portà endavant els comptes de la baronia de Vallmoll fins a la seva mort.
Va ser Governador General de Catalunya.

## Antecedents familiars
Fill de Berenguer de Montpalau, baró de Vallmoll i de Francina Burguès, filla d'en Ramon Burguès, baró de Vallmoll i de Llorença.
El seu pare fou cavaller, ell donzell i posteriorment també fou cavaller.

## Matrimoni i descendència
Es casà amb Dionísia de Requesens, filla del governador Galceran de Requesens.